# Antarcturus zenkevitchi
Antarcturus zenkevitchi là một loài chân đều trong họ Antarcturidae. Loài này được Kussakin miêu tả khoa học năm 1971.